# Диалект Лючжоу
Диалект Лючжоу (кит. трад. 國際音標; кит. упр. 柳州话; международный фонетический алфавит: / liɐu53 tsɐu44 hua24/; пиньинь: liǔzhōuhuà) - официальный язык на юго-западе Китая, распространен в Лючжоу, Лайбинь, Хэчи, Байсэ и на других территориях.
Слова Лючжоу были близки к словам диалектов соседнего Гуйлинь.
Внутри диалекта Лючжоу имеются различия, связанные с территориальными факторами и возрастной иерархией.

## Краткая история
Язык Лючжоу относится к официальному диалекту юго-западного официального языка ГуйЛю, а язык ГуйЛю был сформирован во времена существования династии Юань и Мин. Во время династии Тан и  Сун местные ханьцы в Лючжоу использовали древний пиньинь, полученный от северных иммигрантов, как древний китайский язык. В эпоху династии Мин в центральной части Гуанси начался непрерывный мятеж. Во дворе династии Мин сотни тысяч людей, воины на лошадях, усмиряли, подавляли мятеж. Ради защиты Лючжоу военные расположили там свои войска.

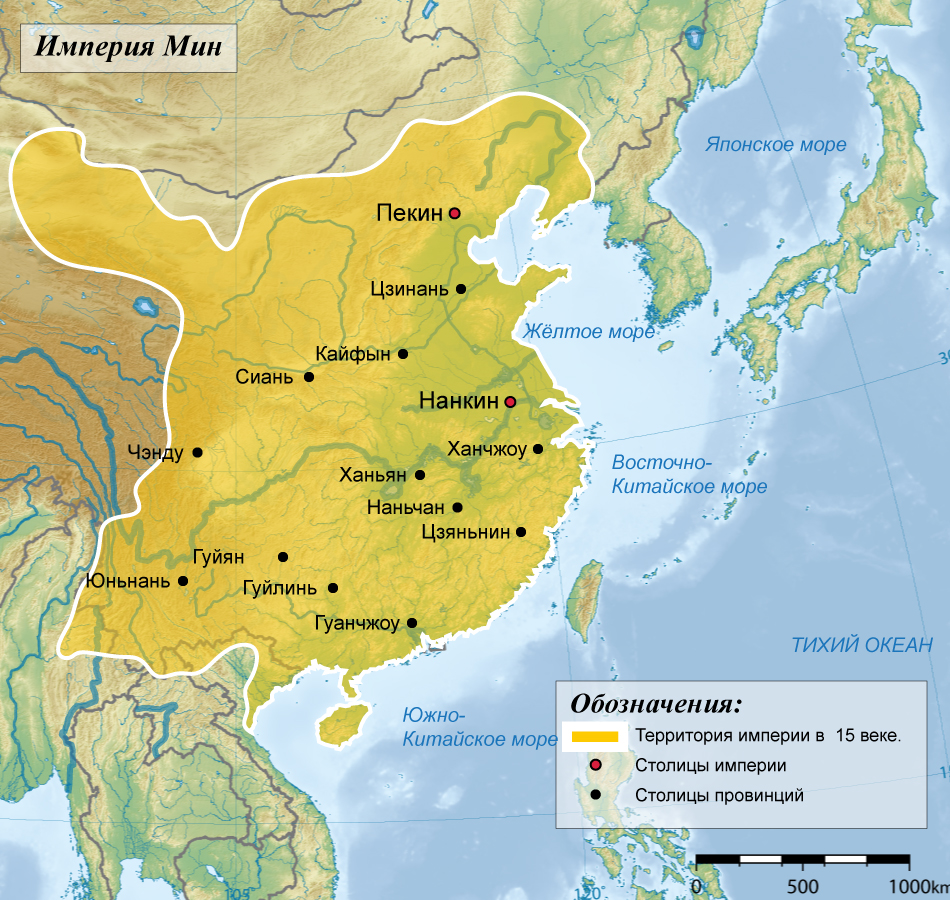
Карта империи Мин в 15 веке

С севера военные, высадились как иммигранты из Хугуан и Цзянси. Они принесли северные официальные языки к границам Гуйлю, те затем слились с окружающими диалектами. Таким образом, был сформирован нынешний  диалект Лючжоу. На основе данных старых фрагментов звуков Лючжоу и соседних уездных диалектов можно обобщить характеристики звуков старого Лючжоу:
- Звуки, разделенные на равные группы, не смешиваются

- Согласные звуки, инициали, слабые губно-зубные (лабиодентальные) звуки

- Нет закрытой рифмы

- Есть вступительный звук, без заглушенных рифм. Перестановка - это короткий средний нисходящий подъем

В отличие от гуйлиньского языка, на который повлияли диалекты Сян, на официальный язык Лючжоу сильно повлиял кантонский диалект. Благодаря этому есть много фонетической семантики, близкой к кантонскому произношению и значению слов. После того, как династией Цин был снят морской запрет, китайские торговцы и иммигранты вошли в южную часть Гуанси. Диалект Лючжоу и кантонский диалект вступили в языковые контакты, после чего появилось большое количество слов, которые соответствовали кантонскому диалекту. Кроме того, диалект Лючжоу испытал влияние таких языков как Чжун, Мяо и Донг.

Карта диалектов китайского языка

## Фонология
Фонетическая система диалекта Лючжоу имеет ярко выраженный географический переходный характер, что отражается в ее акустико-интонационных характеристиках. .В то время как Лючжоу и северные диалекты значительно отличаются друг от друга, более близкие к южным диалектам, особенно кантонский диалект, соответствуют ему одинаковыми, похожими звуками.
Гласные в словах Лючжоу примерно такие же, как в юго-западных официальных диалектах. Количество их не столь большое. Некоторые основные характеристики гласных совпадают в юго-западных официальных диалектах и в Лючжоу могут. В то же время в своей внешней оболочке сохранилось небольшое количество слов, большинство из которых схожи с Северным офицерским языком; различающиеся значением.
Тоновая система:

| рифма (финаль) открытого рта | рифма (финаль) закрытого рта | рифма (финаль) растянутого рта | рифма (финаль) стянутого рта |
| ɿ                            | i                            | u                              | y                            |
| a                            | ia                           | ua                             |                              |
| o                            | io                           |                                |                              |
| ə                            | e/ie                         |                                | ye                           |
| æ                            |                              | uæ                             | h                            |
| ɐi                           |                              | uɐi                            |                              |
| ɑ                            | iɑ                           |                                |                              |
| ɐu                           | iɐu                          |                                | yu                           |
| ã                            | iẽ                           | uã                             | yẽ                           |
| ɐn                           | iən                          | uɐn                            | yən                          |
| aŋ                           | iaŋ                          | uaŋ                            |                              |
| oŋ                           | ioŋ                          |                                |                              |
| aʔ                           |                              | uaʔ                            |                              |
| oʔ                           |                              |                                |                              |
| eʔ                           |                              |                                |                              |

## Особенности диалекта
Характерные черты согласных:
| Древняя инициаль | 並         | 定         | 從          | 邪          | 澄         | 崇           | 禪         | 群          |
| Ровный тон       | 袍 [pʰɑ31] | 桃 [tʰɑ31] | 錢 [ʦʰiẽ31] | 松 [ʦʰoŋ44] | 持 [ʦʰɿ31] | 牀 [ʦʰuaŋ31] | 殊 [ɕy31]  | 橋 [kʰiɑ31] |
| Ломанные тоны    | 抱 [pɑ24]  | 怠 [tæ24]  | 賤 [ʦiẽ24]  | 頌 [ʦoŋ24]  | 痔 [ʦɿ24]  | 狀 [ʦuaŋ24]  | 殖 [tsɿ31] | 轎 [kiɑ24]  |

Переднеязычные свистящие аффрикаты (z,c,u,s перед гласными i, u, ü)  произносятся как палатализованные среднеязычные согласные или как апикально – зубные звуки. Среднеязычные аффрикаты (j, q, x) с соединении с гласными или полугласными (I,y) произносятся как заднеязычные согласные звуки (g, k, h). При произношении фрикативного (щелевого) согласного звука (f, s, ɕ, x, v, z) язык занимает наклонное, заднее положение. Например:
| переднеязычные свистящие аффрикаты | 漿[ʦiaŋ44] | 酒[ʦiɐu53] | \| 趣[ʦʰy24] \| | 泉[ʦʰyẽ31] | 細[si24] | 接[ʦie31] | 清[ʦʰiən44] |
| среднеязычные аффрикаты            | 江[kiaŋ44] | 久[kiɐu53] | 去[kʰə24]       | 權[kʰyẽ31] | 戲[hi24] | 劫[kie31] | 輕[kʰiən44] |
| 趣[ʦʰy24]                          |            |            |                 |            |          |           |             |

## Грамматика
Грамматика Лючжоу обладает характерными отличиями от Пекинского диалекта.  
Существует три способа выразить сравнение в этом диалекте, каждый из которых с точки зрения порядка слов в клаузе обладает своими особенностями. 
Во-первых используется структура прилагательное + 过, позволяющая подчеркнуть, что А превосходит В
Например:
1。 小赵高过老赵 - Сяо Чжао выше Лао Чжао 
2。吃盒饭好过方便面 - Есть еду на вынос лучше, чем растворимую лапшу
3。盒饭好吃过方便面 - Еда на вынос вкуснее растворимой лапши
4。人哏挤，走路舒服过坐车 - Народу много, пойти пешком лучше, чем ехать на автобусе.
Из примеров видно, что позиции подлежащего А и дополнения В могут замещаться предметными словами, а могут выражаться глагольными группами. Если оба компонента представляют собой предикативные группы, например в 4 走路舒服过坐车, такие употребления будут еще более специфичными.
Во-вторых, используется форма 没够 для указания на то, что А в чем-либо лучше В. После 没够 имеет вид структура существительное + прилагательное или существительное + глагол или глагол+глагол.
Например:
1. 你没够他肥，他三尺腰围呐。他没够那些人油滑。
2. 我没够她进。（我说不过她）后生没够公老走
3. 钟甘蔗没够钟菜得找块。

В примере 1 после 没够 стоит существительное + прилагательное, в примере 2 - существительное + глагол, в примере 3 после 没够 - глагол + глагол. В пекинском диалекте мы не находим конструкций сравнений с 没够 и подобный порядком слов. 
В-третьих, используется конструкция 多 X 点, в которой А превосходит В, при этом А является предметом сравнения, а В - эталоном сравнения. Эталон В может быть формально выражен в предложении, а может быть представлен имплицитно, лишь подразумеваясь.
Отрицание строится как 不/没 + прилагательное + 起
Например (Мупин. С.20):
1.他不高起我 - он не выше меня
你过不年轻起我 - ты не моложе меня
2. 这些树没高起这上稞 - эти деревья не выше вот этого
В примере 1 употреблено А不。。。起B。А не ... (превышение признака) В. В примере 2 употреблено A没。。。起B。А не ... (превышение признака) В. Подобные отрицательные предложения придают еще больший диалектный колорит высказыванию.